# Greiserolepis
Greiserolepis — вимерлий рід тетраподоморфів з кам'яновугільного періоду Красноярського краю. Він містить такі види: Greiserolepis minusensis, Greiserolepis tulensis.